# ماریو بانوژیچ
ماریو بانوژیچ (انگلیسی: Mario Banožić؛ زادهٔ ۱۰ مارس ۱۹۷۹) سیاست‌مدار اهل کرواسی است، که از سال ۲۰۲۰ تا ۲۰۲۳ به‌عنوان وزیر دفاع کرواسی فعالیت می‌کرد.